# Присанд, Салли
Салли Присанд (англ. Sally Jane Priesand; род. 1946) — первая в США практикующая женщина-раввин, рукоположённая раввинской семинарией, и вторая раввинка, прошедшая смиху, в еврейской истории после Регины Йонас.
Звание раввина было присвоено еврейской семинарией Hebrew Union College-Jewish Institute of Religion 3 июня 1972 года, в храме Plum Street Temple в Цинциннати. После этого Присанд занимала должность помощницы раввина в синагоге Stephen Wise Free Synagogue в Нью-Йорке на Манхэттене, а затем возглавляла храм Monmouth Reform Temple в городе Тинтон-Фоллс, штат Нью-Джерси (с 1981 года и до выхода на пенсию 30 июня 2006 года).

## Биография
Родилась 27 июня 1946 года в Кливленде, штат Огайо, в еврейской семье. Её родители — инженер Ирвинг Теодор и Роуз Элизабет (урождённая Уэлч), не были столь религиозны, но проявляли активность в еврейских организациях: мать руководила сестринством синагоги, а отец был президентом ложи Бней-Брит.
Салли не проходила бат-мицву, но прошла реформистскую конфирмацию и продолжила своё религиозное образование после двенадцатого класса. В возрасте 16 лет она решила, что хочет быть раввином. Присанд поступила в Университет Цинциннати в 1964 году, а затем была принята в Еврейский религиозный институт. Окончив его в 1968 году, она получила степень бакалавра иудейского богословия и бакалавра искусств по английскому языку. Присанд приняли в раввинскую школу института, не требуя формального прохождения вступительного процесса; на своём курсе она училась с 35 мужчинами. Многие критиковали её решение стать раввином, предлагая вместо этого выйти замуж за раввина и стать реббецин. Тогда же Присанд попала в фокус внимания СМИ, в апреле 1971 года вышла посвящённая ей статья в New York Times «Her Ambition Is to Become a Rabbi — And a Housewife». В статье она говорила, что благодарит за помощь и поддержку своих родителей и президента института, раввина Нельсона Глюка.
Салли Присанд прошла церемонию смихи в Цинциннати в синагоге Plum Street Temple 3 июня 1972 года, став первой американской женщиной-раввином. Член Конгресса США Белла Абзуг устроила, чтобы Присанд прочла открывающую заседание Палаты представителей молитву, первой из евреек.
После смихи Присанд долго не могла найти работу, став в конце концов помощницей раввина Эдварда Клейна в нью-йоркской Stephen Wise Free Synagogue, а затем его заместителем. Присанд покинула свой пост, когда стало ясно, что место раввина она не получит. Затем она работала на полставки в Синагоге Бет-Эль в Элизабет (Нью-Джерси) и капелланом в манхеттенском госпитале Lenox Hill Hospital, в 1981 году Присанд заняла пост раввина в Монмаутской реформистской синагоге Тинтон-Фолс. Хотя изначально она стремилась найти место в популярной синагоге с большим приходом, но позже отвергла эту идею и осталась в Монмаутской синагоге, которую посещали 365 семей.
В 1986 году Присанд работала с хаззаном Элен Сассман; впервые в истории иудаизма одновременно и раввин, и хаззан синагоги были женщинами. Также она занималась агитацией за безопасное обращение с оружием, против вождения в состоянии алкогольного опьянения, создала Межконфессиональный фонд в пользу бездомных, финансировала фестиваль искусств в Монмауте и организовала «День мицвы», день волонтёрства на благотворительность.
В 1987 году у Присанд был диагностирован рак молочной железы, который снова проявился восемь лет спустя, а в 2003 году у неё был диагностирован рак щитовидной железы. Она смогла преодолеть оба недуга. В июне 2006 года вышла на пенсию. Проживает в городке Ошен, штат Нью-Джерси, со своим бостон-терьером по кличке «Тень» (Shadow). Увлекается фотографией и абстрактной акварелью: Присанд провела свою первую персональную выставку в галерее Backman Gallery в Нью-Йорке в 2002 году (в честь тридцатой годовщины своего рукоположения) и ежегодно выставляется на фестивале искусств Monmouth Festival of the Arts.
В 2014 году Салли Присанд была в числе присутствовавших на церемонии открытия мемориальной доски Регине Йонас, первой женщине-раввину, прошедшей смиху, которая состоялась в концлагере Терезинштадт в Чехии.
Присанд была представлена на коллекционных карточках Supersisters. В 2005 году о ней рассказывалось в документальном фильме And the Gates Opened: Women in the Rabbinate. Также существует короткометражный документальный фильм о её поездке в Терезиенштадт под названием In the Footsteps of Regina Jonas.